# Томба-Поперечная
Томба-Поперечная (Томба Поперечная) — река в России, на Кольском полуострове, течёт по территории Ловозерского района Мурманской области. Левый приток Томбы.
Длина реки — 17 км, площадь её водосборного бассейна — 82,7 км².
В среднем и нижнем течении река порожиста. Устье реки находится на высоте 167 м над уровнем моря в 11 км по левому берегу реки Томба.

## Данные водного реестра
По данным государственного водного реестра России относится к Баренцево-Беломорскому бассейновому округу, водохозяйственный участок реки — река Поной. Речной бассейн реки — бассейны рек Кольского полуострова и Карелии, впадает в Белое море.
Код водного объекта в государственном водном реестре — 02020000112101000006855.